# Martin Piętak
Martin Piętak (polsky Marcin Piętak) (* 3. března 1973) je český luterský pastor, teolog a pedagog.
Studoval teologii v Krelingen, Bratislavě, Praze a St. Louis. Působil v duchovenské službě Slezské církve evangelické a. v. jako vikář ve sboru v Návsí (1997–1999) a ve sboru v Ostravě. V letech 1999–2011 pracoval jako odborný asistent na Katedře společenských věd Pedagogické fakulty Ostravské univerzity. Ve své pedagogické a vědecké činnosti se věnuje zejména problematice křesťanské výchovy dětí. V letech 2010-2023 byl členem Rady Evangelikálního teologického semináře v Praze. Roku 2012 se stal pastorem sboru SCEAV v Českém Těšíně. Roku 2016 se stal členem Církevní rady SCEAV; v letech 2017 a 2021 byl zvolen náměstkem biskupa SCEAV.
Je ženatý a má tři děti. Jeho otcem je emeritní biskup Stanislav Piętak.